# 铁石苗族彝族乡
铁石苗族彝族乡是中华人民共和国贵州省毕节市黔西市下辖的一个民族乡。

## 行政区划
铁石苗族彝族乡下辖以下村级行政区划单位：
铁石社区、慕老坝村、青杠坝村、安乐场村、许家坝村、米新寨村、堰塘寨村、油沙坡村、六陵山村、石丫口村和铁盔山村。